# Mine de Clovis Point
La mine de Clovis Point est une mine à ciel ouvert de charbon située au Wyoming aux États-Unis,.